# アトラス (ロボット)
アトラス (Atlas) は、ボストン・ダイナミクスが国防高等研究計画局 (DARPA) の予算と監督で開発した二足歩行ロボット。
全高1.8mのロボットは多様な捜索救難用途のために設計され、2013年7月11日に公開された。

## 設計と開発
アトラスはアメリカ国防総省の機関であるDARPAとボストン・ダイナミクス社の共同で設計、製造された。ロボットの手の一つはサンディア国立研究所によって開発され、その他はiRobot社によって開発された。 2013年、DARPAの計画マネージャーであるGill Prattは試作型のアトラスと小さい子供を比較して"1歳の子供はどうにか歩ける。1歳の子供はよくこける;... これが私達の現状です。"と述べた。
アトラスはボストン・ダイナミクス社の初期のPETMAN人型ロボットを原型としていて4基の油圧式関節を有する。 航空機用のアルミニウムやチタンで出来ており、身長は約6フィート (1.8 m)で重量は330ポンド (150 kg)で青色LEDで光る。アトラスは2種類の視覚装置を備える。レーザー距離計とステレオカメラで両方とも搭載されたコンピュータで制御され、微細運動技能を備える。関節により合計28自由度を備える。 アトラスは腕や足を個別に使用する事により急傾斜面を案内可能だが、2013年の時点での試作機では安定を保持する為に外部から電力を供給される有線式だった

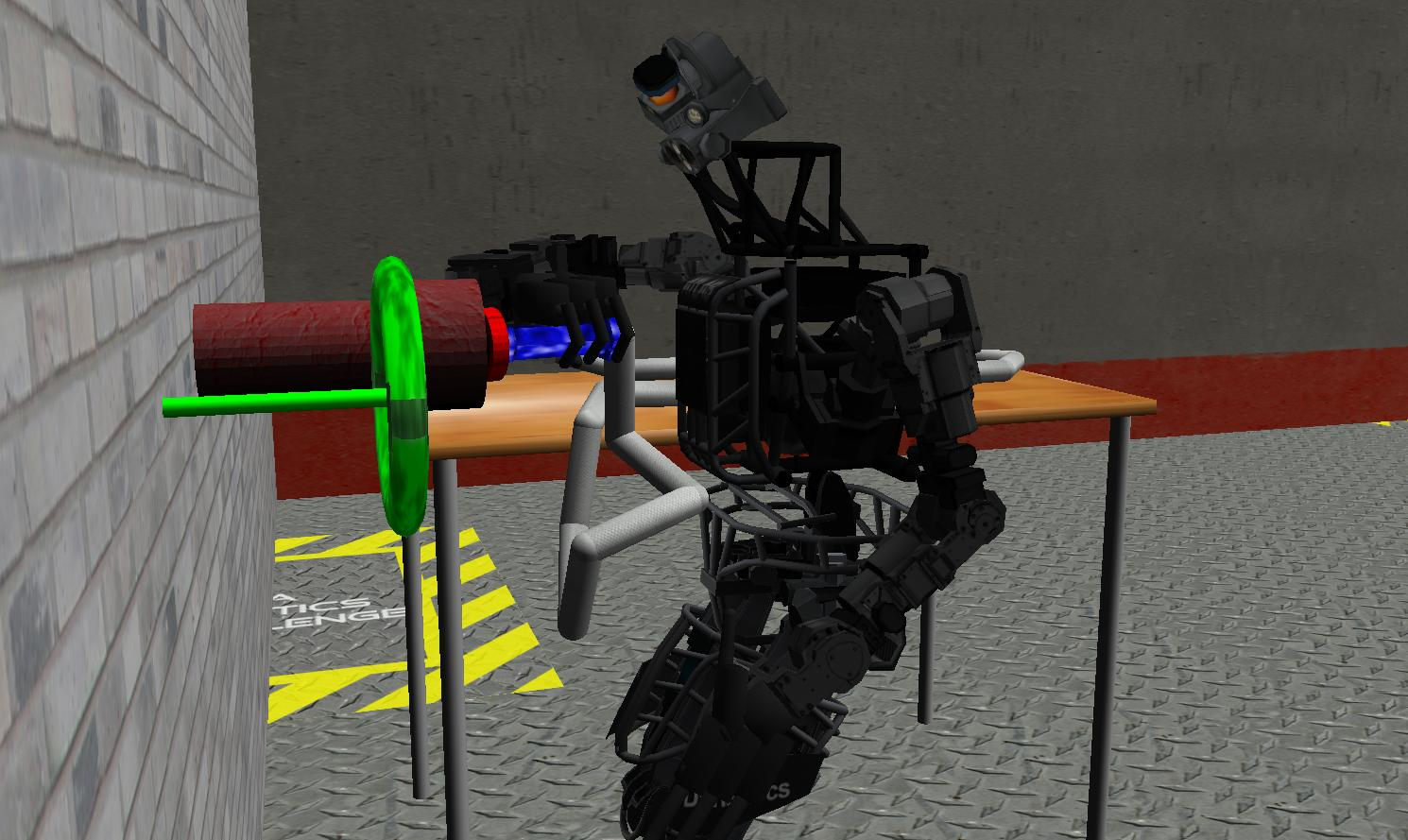
Gazebo コンピュータ シミュレータ内で家屋に配管を接続するアトラス

2013年10月、ボストン・ダイナミクス社はボールをぶつけられながら片足立ちでバランスを取るアトラスの動画を投稿した。
2014年、アトラスはDARPAロボティックスチャレンジで自動車の乗降や運転、ドアの開閉、電動工具の使用等を含む多様なタスクをこなすプラットホームを試験するために異なる6チームによってプログラムされた。多様な他のロボットも同様に競った。競技は2011年の福島第一原子力発電所事故に触発され開催され、総額200万ドルの賞金が優勝チームに贈呈された。
2018年10月11日、最新型アトラスが「パルクール」を軽々とやってのける動作を撮影した新映像が公開された。

## 用途
アトラスは非常時に捜索や救助を目的としており人が生存できない環境下で弁を閉鎖したりドアを開けたり機械式工具を使用したりする。 2013年に国防省はロボットを戦時下における攻撃や防衛に使用することに関心を抱いたが軍のニーズを満たすことはできなかったためプロジェクトは廃止された。

## 反響
アトラスは2013年7月11日に公開された。ニューヨーク・タイムズはその披露は"現実世界でコンピューターが歩き始めた"と報じ、ロボットを "巨大でa giant – though shaky – step toward the long-anticipated age of humanoid robots."と記述した。 人工知能の専門家のGary Bradskiは"新たな種族であるロボ サピエンスが出現した"と評した。